# Dilophodes elegans
Dilophodes elegans är en fjärilsart som beskrevs av Butler 1878. Dilophodes elegans ingår i släktet Dilophodes och familjen mätare. Inga underarter finns listade i Catalogue of Life.

## Bildgalleri

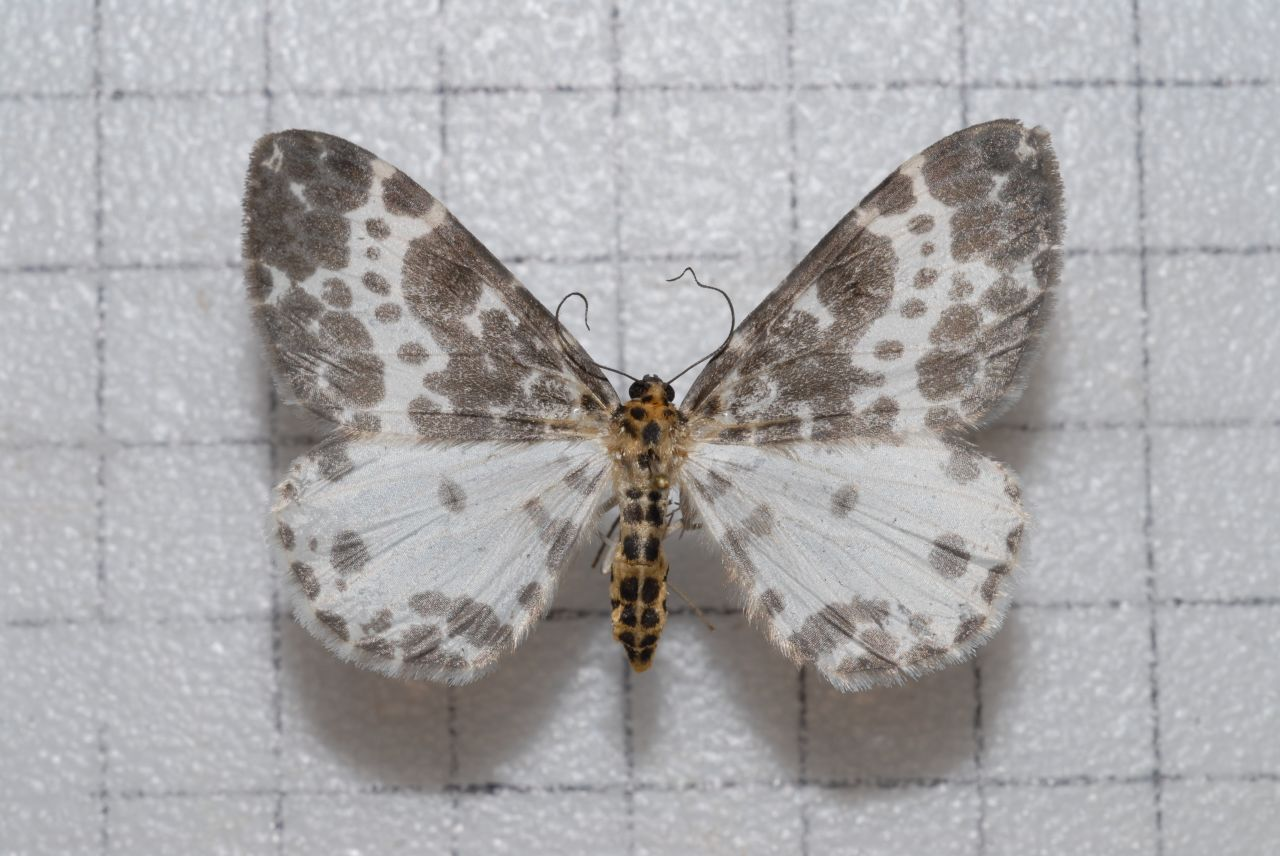
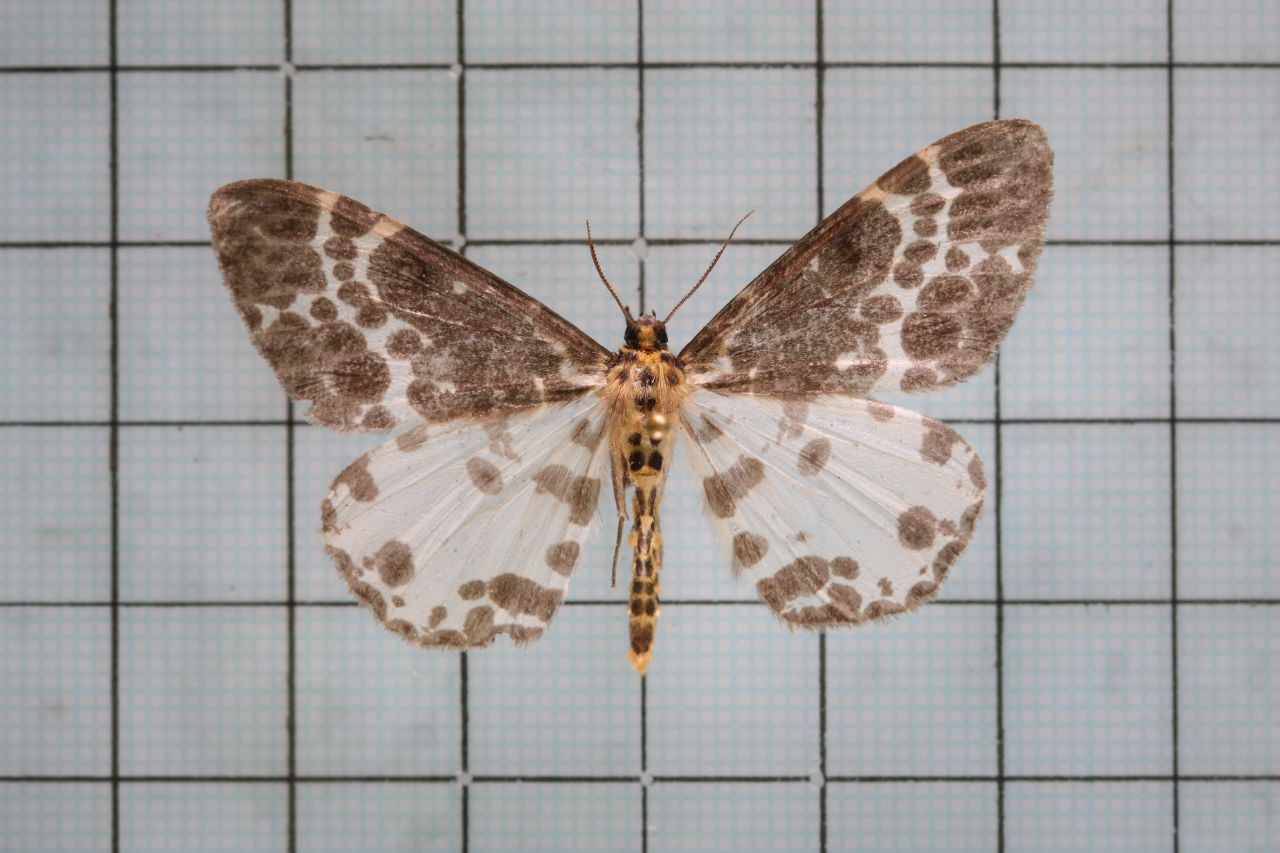